# لوسیفر (ترانه)
«لوسیفر» تک‌آهنگی از گروه موسیقی آلمانی بلو سیستم است. این آهنگ، نخستین ترانه از پنجمین آلبوم استودیویی آنها «بذرهای بهشت» (۱۹۹۱) است که توسط دیتر بولن نوشته و تهیه شده‌است.
این تک‌آهنگ در آلمان به رتبهٔ ۲۵ و در چارت‌های اتریش به رتبهٔ ۸ جدول موسیقی دست یافت.

## جداول موسیقی
جدول وارد شدهٔ غیرمجاز: آلمان۲|۲۵
| جدول موسیقی (۱۹۹۱)       | بالاترین رتبه |
| ------------------------ | ------------- |
| اتریش (او۳ تاپ ۴۰ اتریش) | ۸             |